# Jan Wacław Karski
Jan Wacław Karski herbu Radwan – stolnik nowogrodzkosiewierski w latach 1638–1661.
Był protegowanym Marcina Kalinowskiego.
Był uczestnikiem bitwy pod Cecorą  w 1620 roku w chorągwi Marcina Kalinowskiego, bitwy pod Chocimiem w 1621 roku, ekspedycji pruskiej.